# SER Chapadão
Der Sociedade Esportiva e Recreativa Chapadão, in der Regel nur kurz SERC oder Chapadão genannt, ist ein Fußballverein aus Chapadão do Sul im brasilianischen Bundesstaat Mato Grosso do Sul.

## Erfolge
Männer:
- Staatsmeisterschaft von Mato Grosso do Sul: 1995, 2003

Frauen:
- Staatsmeisterschaft von Mato Grosso do Sul: 2014, 2019, 2020

## Stadion
Der Verein trägt seine Heimspiele im Estádio da SERC, auch unter dem Namen Estádio Municipal de Chapadão bekannt, in Chapadão do Sul aus. Das Stadion hat ein Fassungsvermögen von 6000 Personen.

## Trainerchronik
Stand: August 2021
| Trainer            | Nation    | von  | bis |
| ------------------ | --------- | ---- | --- |
| Valter Ferreira    | Brasilien | 2003 |     |
| Zé Eduardo         | Brasilien | 2004 |     |
| José Coelho        | Brasilien | 2012 |     |
| José Coelho        | Brasilien | 2014 |     |
| Rodrigo De Azevedo | Brasilien | 2019 |     |
| Odirley            | Brasilien | 2020 |     |
| Odirley            | Brasilien | 2021 |     |